# إد حسي (آيت موسى)
إد حسي هو دُوَّار يقع بجماعة بوطروش، إقليم سيدي إفني، جهة كلميم واد نون في المملكة المغربية. ينتمي الدوّار لمشيخة آيت موسى التي تضم 43 دوار. يقدر عدد سكانه بـ 28 نسمة حسب الإحصاء الرسمي للسكان والسكنى لسنة 2004.

## روابط خارجية
- البوابة الوطنية للجماعات الترابية
- المندوبية السامية للتخطيط